# Place de la République (Limoges)
Pour les articles homonymes, voir Place de la République.
La place de la République est la plus grande place piétonne de Limoges.

## Situation et accès
La place de la République est avec 9 000 m2, la plus grande place piétonne de Limoges. Elle est située dans le centre-ville, à proximité du carrefour Tourny, de la place Stalingrad, du boulevard Carnot et de la rue Jean Jaurès. Sa superficie et sa proximité avec les boulevards via le carrefour Tourny en fait le lieu habituel de départ pour les grandes manifestations. Elle fut aussi durant un temps le lieu du festival « Lire à Limoges ».

## Origine du nom
La place de la République s'appelait avant place des boutiques, place impériale puis place royale,.

## Historique
Anciennement connue sous le nom de « place Royale », cette place centrale de Limoges est le symbole de la rénovation de la ville dans les années 1960, aujourd'hui très contestée, orchestrée sous le mandat de Louis Longequeue qui a permis en outre la construction de l'un des premiers parkings souterrains de Limoges avec le parking Roosevelt.
Le théâtre municipal, appelé salle Berlioz, ouvre en 1840. Le Casino, un lieu de music-hall, ouvre en 1901. Le premier cinéma moderne est ouvert en 1910 sur la place.
Son aspect typique de l'architecture de l'époque et son utilité sont fortement décriés par la population[réf. nécessaire], qui souhaiterait une réhabilitation du lieu, ce qui fut l'une des propositions du programme de l'équipe d'Alain Rodet lors des élections municipales de 2008 et qui est engagé par la majorité d'Émile Roger Lombertie en 2015,, et dont l'achèvement est programmé pour fin 2020.
Depuis 2009, elle accueille en période hivernale une patinoire synthétique.

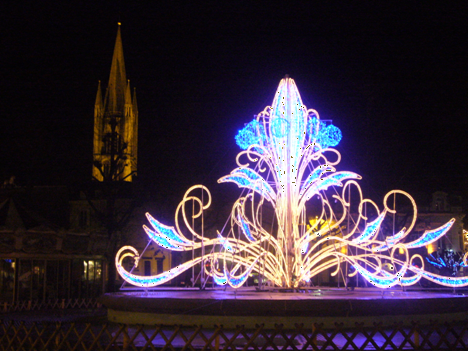
La fontaine illuminée pour les fêtes de fin d'année, avec en arrière-plan l'église Saint-Pierre-du-Queyroix
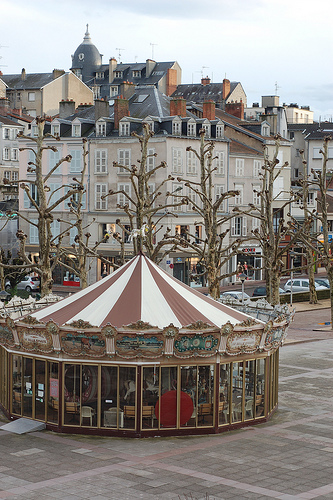
La fontaine et les immeubles XVIIIe de la rue Saint-Martial

## Bâtiments remarquables et lieux de mémoire
Parmi les principaux édifices situés sur la place, un Monoprix sur trois niveaux, les Galeries Lafayette, Intersport pour les magasins dont la plupart sont accessibles directement via le parking souterrain situé juste en dessous de la place, une fontaine et un carrousel, le Palace, construit en 1989 avec la bénédiction du Père Cluzeau, curé à Saint-Pierre. La place, construite sur les vestiges de l'ancienne abbaye Saint-Martial, abrite aussi l'entrée de la Crypte Saint-Martial. De nombreuses autres boutiques, ainsi que des bars et un hôtel bordent aussi la place.
Au début du XXe siècle, la place était beaucoup plus animée qu'elle ne l'est aujourd'hui, avec un casino, l'un des premiers cinémas de Limoges, le cinéma Pathé (incendié le 27 septembre 1909 à cause d'un court circuit), mais aussi le théâtre Berlioz qui sera de 1840 à 1952 une véritable locomotive pour Limoges.